# First Bank and Trust Tower
La First Bank and Trust Tower appelée aussi LL&E Tower est un gratte-ciel de 147 mètres de hauteur construit à La Nouvelle-Orléans en Louisiane aux États-Unis en 1987.
L'immeuble de style post-moderne est desservi par 15 ascenseurs.
C'est l'un des dix plus hauts gratte-ciel de La Nouvelle-Orléans.
La façade consiste en granite et en verre teinté de bronze.
L'immeuble a été endommagé de façon importante par l'Ouragan Katrina en 2005, qui a détruit des douzaines de fenêtres ainsi que le toit de l'immeuble le 29 août 2005.

L'architecte est l'agence de Welton Becket